# Mostri (album Giorgieness)
Mostri è il terzo album in studio della cantautrice italiana Giorgieness, pubblicato il 28 ottobre 2021.

## Descrizione
L'album viene pubblicato a quattro anni di distanza dal precedente Siamo tutti stanchi. Il titolo allude a una consapevolezza maturata nel tempo dall'autrice, quella che gli unici mostri che dovrebbero spaventarci sono quelli che abbiamo dentro, con i quali è però opportuno fare pace.
Il brano Anima in piena era già stato eseguito dal vivo durante il tour acustico Essere me del 2019.
L'11 marzo 2022 viene pubblicata l'edizione in vinile dell'album, che presenta l'inedito Guerra sincera. Tale brano non è altro che il singolo Tra chi fugge e chi resta, uscito l'8 marzo, il cui titolo era stato cambiato in segno di rispetto verso lo scontro armato in territorio ucraino.

## Tracce
Testi e musiche di Giorgia D'Eraclea, eccetto dove indicato.

### CD, download digitale
1. Hollywoo – 3:55
2. Il giardino del torto – 3:01
3. Mostri – 2:58
4. Maledetta – 3:20
5. Supereroi – 4:12
6. Anima in piena – 3:51
7. Gilda – 4:06
8. Cose piccole – 3:26
9. Successo – 2:37
10. Tempesta – 3:30 (Giorgia D'Eraclea, Davide Napoleone, Ramiro Levy)
11. Quello che vi lascio – 3:37

### LP
Lato A
1. Hollywood[6] – 3:55
2. Il giardino del torto – 3:01
3. Mostri – 2:58
4. Maledetta – 3:20
5. Supereroi – 4:12
6. Guerra sincera – 2:57 (musica: Giorgia D'Eraclea, Stefano Giungato)

Lato B
1. Anima in piena – 3:51
2. Gilda – 4:06
3. Cose piccole – 3:26
4. Successo – 2:37
5. Tempesta – 3:30 (Giorgia D'Eraclea, Davide Napoleone, Ramiro Levy)
6. Quello che vi lascio – 3:37

## Formazione
Musicisti
- Giorgia D'Eraclea – voce
- Ramiro Levy – basso, chitarre, tastiere, cori
- Marco Olivi – basso, chitarre, tastiere, programmazione
- Davide Napoleone – basso, chitarre, tastiere (tracce 1 e 4), cori
- Enrico Brugali – batteria (tracce 1 e 3)
- Matteo "Teo" Marchese – batteria (traccia 4)
- Stefano Giungato – chitarre, programmazione (Guerra sincera)

Incisione
- Marco Olivi – ingegneria del suono e registrazione voci (tutte le tracce), missaggio (eccetto la traccia 4)
- Tommaso Colliva – missaggio (traccia 4)
- Giovanni Versari – mastering